# 亞歷山德羅夫斯基扎沃德區
50°55′26″N 117°55′55″E / 50.924°N 117.932°E
亞歷山德羅夫斯基扎沃德區（俄语：Александрово-Заводский район），是俄羅斯的一個區，位於該國西部，由外貝加爾邊疆區負責管轄，始建於1926年1月4日，面積7,100平方公里，2010年人口8,726，人口密度每平方公里1.23人。